# David Welch
David Welch est un historien universitaire, spécialisé dans l'étude de la propagande au XXe siècle. Il est professeur d'histoire moderne et directeur du Centre d'étude de la propagande et de la guerre à l' Université du Kent. Il est le rédacteur en chef de la série Sources in History chez Routledge et a également écrit de nombreux articles pour History Today .

## Biographie
David Welch a obtenu son doctorat à la London School of Economics. Après différents postes, il devient professeur d'histoire moderne à l'Université du Kent à partir de 1992.

## Publications (liste non exhaustive)
- Propaganda and the German Cinema, 1933–1945 (1983, 2001)
- The Third Reich: Politics and Propaganda (1993, 2002)
- Hitler: Profile of a Dictator (1998, 2001)
- Germany, Propaganda and Total War 1914-18: The Sins of Omission (2000)
- Propaganda and Mass Persuasion: A Historical Encyclopedia, 1500 to the Present (2003, en collaboration)